# Финн, Саймон
Саймон Финн (англ. Simon Finn; род. 4 марта 1951) — британский фолк-музыкант.
Саймон Финн родился 4 марта 1951 года в Годалминге, Сюррей.
Начал выступать в Лондоне в 1967 году, выступал в «Marquee Club», Сохо.
В 1970 году вышел его первый альбом Pass the Distance.
В 1974 году музыкант переехал в Канаду и занялся сельским хозяйством.
В 1990-е годы забытую пластинку Саймона Финна открыли для себя деятели английского дарк-фолка. Дэвид Тибет вступил в переписку с Саймоном Финном.
В 2004 году первый альбом Саймона Финна был переиздан на фирме Тибета Durtro, а музыкант вернулся к концертной деятельности. Саймон Финн часто выступает с Current 93 и другими музыкантами круга Дэвида Тибета.
На первом альбоме Саймона Финна звучит расшатанный акустический психоделический фолк, на поздних записях — более лирические песни под аккомпанемент акустической гитары, их сравнивают с творчеством Леонарда Коэна.

## Дискография
- Pass The Distance (1970)
- Silent City Creep EP (2004)
- Subjunctive Mood EP (2005)
- Magic Moments (2005)
- Accidental Life (2007)